# فليكي
فليكي (باليابانية:フリッキー؛ بالإنكليزية: Flicky)، لعبة فيديو طورت ونشرت من خلال شركة سيجا، أصدرت النسخة الأولى عام 1984، أصدرت نسخة منها للعمل على جهاز سيجا جيم 1000، وأصدرت لاحقاً نسخ لكل من أجهزة msx (كمبيوتر صخر في العالم العربي) والأجهزة اليايانية (Sharp X1) و(FM-7) و(NEC PC-8801)، أعيد إنتاجها لتتوافق مع جهاز ميجا درايف عام 1991، صممت لعبة فليكي على يد يوجي إيشي، الذي عمل مع (فريق سونيك) حتى عام 1999 قبل أن ينفصل ويقيم شركته الخاصة تحت اسم آرتوون.

## طريقة اللعب

لقطة من النسخة الخاصة بجهازسيجا جيم 1000.

يتحكم اللاعب في البطة فليكي التي تقفز ولا تستطيع الطيران، ومهمته إنقاذ فراخها الثمانية والعودة بهم إلى العش من دون ملامسة قطتي المنزل اللاتي يطاردنها، ويمكن للاعب الاستعانة ببعض العناصر المنزلية كالشاكوش والأبريق والآيس كريم لضرب القطط بها، وتشمل اللعبة 99 مرحلة.

غلاف النسخة الخاصة بجهازسيجا جيم 1000.

## روابط خارجية
- http://www.klov.com/game_detail.php?game_id=7825
- http://www.arcade-history.com/?n=flicky&page=detail&id=862
- Flicky
- http://www.mobygames.com/game/flicky/screenshots